# Yuri Amano
Yuri Amano (天野 由梨 Amano Yuri?), es una seiyū japonesa, nacida el 5 de enero de 1966, en Kioto. Su nombre real es  Tomoko Yoshikawa (吉川 智子 Yoshikawa Tomoko?) y trabaja para Arts Vision.

## Roles interpretados
Lista de roles interpretados durante su carrera.
Los papeles principales están en negrita.

### Anime
1987
- Machine Robo: The Running Battlehackers como Patricia Longfellow.

1988
- Hai! Akko Desu como Yoshiko.
- Soreike! Anpanman como Akachan-man.

1989
- Wrestler Gundan Seisenshi Robin Jr. como Fire Queen Kireiko.

1990
- Watashi no Ashinaga Ojisan como Julia.

1991
- Futari no Lotte como Nina.
- Future GPX Cyber Formula como Kyoko Aoi.
- Kikou Keisatsu Metal Jack como Yoshizawa Eriko.
- O-bake no... Holly como Mukumuku.

1992
- Ashita he Free Kick como Mizuho Aritaka.
- Crayon Shin-chan como Hitoshi.
- Space Oz no Bouken como Princesa Shera.
- Tekkaman Blade como Sofia
- Yū Yū Hakusho como Keiko Yukimura; Puu

1993
- Nekketsu Saikyo Gozaurer como Shinobu Asaoka.
- The Irresponsible Captain Tylor como Yuriko Star.
- Sailor Moon R como  Berthier.
- Yuusha Tokkyuu Might Gaine como Izumi Matsubara; Tetsuya Yoshinaga.

1994
- G Gundam como Rain Mikamura.
- Huckleberry Finn Monogatari como Miss Watson.
- Magic Knight Rayearth como Alcione.
- Mahoujin Guru Guru como Juju.
- Sailor Moon S como Actriz (ep. 112)
- Shirayuki Hime no Densetsu como Blancanieves.
- Super Pig como Kotoko (eps. 35, 39)

1995
- El Hazard: The Wanderers como Ifurita.
- Kyouryuu Boukenki Jura Tripper como Tiger.
- Magic Knight Rayearth 2 como Alcione.
- Merhen Ōkoku como Snow White.
- Ninku como Riritosara Ninku.
- Nurse Angel Ririka SOS como Madoka Moriya; Helena
- Sailor Moon SuperS como Cerecere; Kiriko (ep. 145); Puko (ep. 132)
- Tenchi Muyō! como Kiyone Makibi.
- Wedding Peach como Mimiko (ep. 3); Reiko (ep. 27)
- Zenki como Karuma; Lulupapa

1996
- After War Gundam X como Onimin (ep. 15)
- Detective Conan como Okino Yoko (eps. 3, 21)
- Kodocha como Yuko
- Saber Marionette J como Lorelei; Michael (eps. 10, 11)
- The Vision of Escaflowne como Naria; Elise

1997
- Burn up Excess como Nanbel.
- Chuuka Ichiban!  como Madre de Fei.
- Flame of Recca como Katashiro Reiran.
- Hyper Police como Poe (eps. 9, 16); Shiro.
- Seisho Monogatari como Virgen María
- Tenchi In Tokyo como Kiyone Makibi.
- Those Who Hunt Elves 2 como Pulana (ep. 8)
- Vampire Princess Miyu como Proton (ep. 11)

1998
- El Hazard: The Alternative World como Ifurita.
- Nuku Nuku como Momoko Ishiyama.
- Saber Marionette J to X como Lorelei.
- Sexy Commando Gaiden: Sugoiyo! Masaru-san como Doctor Mariko.
- Shadow Skill - Eigi como Rirubelt.
- Trigun como Elizabeth (ep. 6)
- Yu-Gi-Oh! como Enfermera Miyuki (ep. 16)

1999
- Corrector Yui como Sakura Kasuga.
- Koume-chan Ga Iku! como Kimi-chan.

2000
- InuYasha como Tsukiyomi
- Pilot Candidate como Teela Zain Elmes; Tukasa Kuscha.

2003
- Mermaid Forest como Nae.
- Pokémon: Reto Máximo como Yoko (ep. 53)
- R.O.D the TV como Harumi Mishima (ep. 9)

2004
- Harukanaru Toki no Naka de ~Hachiyou Shou~ como Madre de Takamichi (ep. 20)
- Legendz: Yomigaeru Ryuuou Densetsu como BB Youko.
- MoonPhase como Seine.
- Tactics como Chikage (ep. 15); Madre de Jin (ep. 3)
- Tenjō Tenge como Makiko Nagi.
- The Marshmallow Times como Mama de Sandy.
- The Melody of Oblivion como Keiko Hamasaki/Midnight Fledgling (eps. 3, 4, 5)
- Uta∽Kata como Mitsuki Shirasaka (ep. 8)

2005
- GUNxSWORD como Hayetah (ep. 9)
- Jigoku Shōjo como Madre de Ai (ep. 25)
- Mushishi como Sayo (ep. 16)
- Okusama wa Maho Shojo como Yuki Tanishima.
- Trinity Blood como Mirka Fortuna.

2006
- Code Geass: Lelouch of the Rebellion como Madre de Kallen.
- D.Gray-man como Crea (ep. 1)
- Hime-sama Goyojin como Ebine Tsubaki.
- Otogi-Jushi Akazukin como Madre de Cain.
- School Rumble: 2nd Semester como Madre de Eri (ep. 17)

2007
- Yes! Pretty Cure 5 Go Go! como Yoshimi Morita
- Kodomo no Jikan como Aki Kokonoe (ep. 6)
- Suteki Tantei Labyrinth como Inaho Izumi (eps. 13, 19, 20, 23, 25)

2008
- Nabari no Ō como Ichiki.
- Strike Witches como Madre de Miyafuji.

2009
- Fullmetal Alchemist: Brotherhood como Sara Rockbell.

2016
- Sakamoto desu ga? como Tase Tsutsumo (ep. 10).

2017
- Kirakira PreCure a la Mode como Shino Kotozume

### OVA
- All Purpose Cultural Cat Girl Nuku Nuku DASH! como Momoko Ishiyama.
- Aru Kararu no Isan como Ress.
- Bakuen Campus Guardress como Murasaki.
- Bewitching Nozomi como Kitagawa (ep. 1)
- Black Lion como Oyu.
- Blue Butterfly Fish como Ayuuru.
- Bondage Queen Kate como Kate.
- Burn Up W como Nanbel.
- Candidate for Goddess como Teela Zain Elmes; Tsukasa Kush.
- Capricorn como Non.
- Casshan: Robot Hunter como Sagria.
- Condition Green como Angie Page.
- Desert Rose como Corinne.
- Eien no Filena como Elthena.
- El Hazard - The Magnificent World como Ifurita.
- Fushigi Yūgi como Miiru Kamishirou.
- Gakuen Utopia Manabi Straight! como Clerk.
- Galaxy Fraulein Yuna como Lica.
- Galaxy Fraulein Yuna Returns como Raika.
- Gall Force: New Era como Garnet.
- Gravitation: Lyrics of Love como Noriko Ukai.
- Iczelion como Kawai Kawai.
- Iczer Reborn como Shizuka Kawaii.
- Idol Defense Force Hummingbird como Yayoi Toreishi.
- Knights of Ramune como Madre de Cacao.
- Landlock como Ansa.
- Legend of the Galactic Heroes como Charlotte Phillis Cazellnu.
- Lightning Trap - Leina & Laika como Nami Kojima.
- Magical Project S como Kiyone Amayuri.
- Majokko Tsukune-chan como Nabule.
- Moldiver como Jennifer.
- New Cutey Honey como Gold Digger (ep. 8)
- Pretty Sammy como Kiyone Amayuri.
- Okama Hakusho como Katherine.
- Otaku no Video como Yuri Sato.
- Ozanari Dungeon: Kaze no Tou como Priestess.
- Phantom Quest Corp como Secretaria.
- Photon: The Idiot Adventures como Rashara.
- Rayearth como Alcione.
- Saber Marionette J Again como Lorelei.
- Sailor Victory como Margarita.
- Sequence como Morio Megumi.
- Shadow Skill como Rirubelt.
- Singles como Noriko Sakisaka.
- Sins of the Sisters como Youko Miuch.
- Street Fighter Alpha: Generations como Fuka; Sayaka.
- Tenjho Tenge: Ultimate Fight como Makiko Nagi.
- Twin Signal como Chris.
- Ushio & Tora como Asako Nakamura.
- Ushio & Tora: Comically Deformed Theater como 'Asako Nakamura.'
- Vampire Princess Miyu como Carlua.
- Video Girl Ai como Moemi Hayakawa.

### Película
- Astro Boy: Shinsen-gumi como Tonto.
- Doraemon: Nobita's Galactic Express como Guía de Dreamer's Land.
- Mahou Gakuen Lunar! Aoi Ryu no Himitsu como Barua.
- Mobile Suit Gundam F91 como Jessica.
- Tenchi the Movie: Tenchi Muyō! in Love como Kiyone Makibi.
- Tenchi the Movie II: La Hija de la Oscuridad como Kiyone Makibi.
- Tenchi para siempre: Tenchi Muyō! in Love 2: Haruka Naru Omoi como Kiyone Makibi.
- Yu Yu Hakusho The Movie: Poltergeist Report como Keiko Yukimura.

### Videojuegos
- Advanced VG series como Ayako Yuuki:
  - Advanced VG
  - Advanced VG 2
- Eternal Arcadia como Belleza.
- Harukaze Sentai V Force como Aoi Kagetsu.
- Infinite Undiscovery como Saranda; Serafima.
- Marl Oukoku no Ningyouhime series como Etoile Rosenqueen:
  - Little Princess: Marl Oukoku no Ningyouhime 2.
  - Marl Oukoku no Ningyouhime
- Magic Knight Rayearth como Alcione.
- Magic School Lunar! como Barua.
- Next King -Koi no Sennen Oukoku- como Anice.
- Nijiiro Twinkle como Cleardonny.
- Pocket Fighter como Ibuki.
- Sakura Taisen 3 como Nadel.
- Sonata como Chihaya Oozone.
- Street Fighter III como Ibuki.
- Street Fighter EX series como Hokuto:
  - Street Fighter EX2
  - Street Fighter EX2 Plus
  - Street Fighter EX3

- Tales of Destiny como Mary Agent.
- Valkyrie Profile 2: Silmeria como Atrasia; Chrystie; Lady Cleo; Lydia

### Drama CD
- Dengeki Bunko Best Game Selection7 Fire Emblem Tabidati no syou como Sheeda.